# Nádas Ödön
Nádas Ödön, (Budapest, 1891. szeptember 12. – 1951. október 9.) a magyar labdarúgó-válogatott volt szövetségi kapitánya, MÁV főmérnök.

## Pályafutása

### Labdarúgóként
A labdarúgással fiatal korában ismerkedett meg, felnőttként a BEAC és a 33 FC játékosa volt.

### Sportvezetőként
Mielőtt a Magyar Labdarúgó-szövetség (MLSZ) megindította volna a nemzetek közötti mérkőzéseket, több alkalmi mérkőzést játszott a magyar válogatott. Először nem volt szövetségi kapitány, még válogató bizottság sem, a kiküldöttek tanácsa állította össze a csapatot. A rendszeres nemzetközi mérkőzéseknél már nehézkesnek bizonyult a szavazás, mert nem a legjobbakat hozta össze a csapatba. A bizottsági válogatók mellé kapitányt választottak, aki intézte a kijelölt csapat sorsát. Tárgyilagosság hiányában a válogató bizottság megszűnt, ezért a legjobbnak tartott szakemberre bízták a válogatást, ő lett a szövetségi kapitány. A szövetségen belüli – hatalmi – irányvonalaknak köszönhetően egy-egy vereség után a válogató bizottság vissza-vissza tért.
1932 és 1934 között a magyar labdarúgó-válogatott szövetségi kapitányaként tevékenykedett. A világbajnokságra készülést folyamatosan keresztezték különböző jelszavak és különböző érdekek. Olaszország rendezte a II., az 1934-es labdarúgó-világbajnokság küzdelmeit, ahol a negyeddöntőig jutott csapat vezetője volt. Kapitányi mérlege: 17 mérkőzésen 7 győzelem, 3 döntetlen és 7 vereség.

## Díjai, elismerései
- Magyar Köztársasági Érdemrend arany fokozata (1947)[1]

## Statisztika

### Mérkőzései szövetségi kapitányként
| Magyarország | Magyarország         | Magyarország                    | Magyarország  | Magyarország | Magyarország  | Magyarország    | Magyarország | Magyarország |
| #            | Dátum                | Helyszín                        | Hazai         | Eredmény     | Vendég        | Kiírás          | Gólok        | Esemény      |
| ------------ | -------------------- | ------------------------------- | ------------- | ------------ | ------------- | --------------- | ------------ | ------------ |
| 1.           | 1932. november 27.   | Milánó, San Siro Stadion        | Olaszország   | 4 – 2        | Magyarország  | barátságos      | -            |              |
| 2.           | 1933. január 29.     | Lisszabon                       | Portugália    | 1 – 0        | Magyarország  | barátságos      | -            |              |
| 3.           | 1933. március 5.     | Amszterdam                      | Hollandia     | 1 – 2        | Magyarország  | barátságos      | -            |              |
| 4.           | 1933. március 19.    | Budapest, Hungária körúti pálya | Magyarország  | 2 – 0        | Csehszlovákia | barátságos      | -            |              |
| 5.           | 1933. április 30.    | Budapest, Üllői úti pálya       | Magyarország  | 1 – 1        | Ausztria      | barátságos      | -            |              |
| 6.           | 1933. július 2.      | Stockholm                       | Svédország    | 5 – 2        | Magyarország  | barátságos      | -            |              |
| 7.           | 1933. szeptember 17. | Budapest, Hungária körúti pálya | Magyarország  | 3 – 0        | Svájc         | Európa-kupa     | -            |              |
| 8.           | 1933. október 1.     | Bécs, Hohe Warte                | Ausztria      | 2 – 2        | Magyarország  | barátságos      | -            |              |
| 9.           | 1933. október 22.    | Budapest, Üllői úti pálya       | Magyarország  | 0 – 1        | Olaszország   | Európa-kupa     | -            |              |
| 10.          | 1934. január 14.     | Frankfurt                       | Németország   | 3 – 1        | Magyarország  | barátságos      | -            |              |
| 11.          | 1934. március 25.    | Szófia                          | Bulgária      | 1 – 4        | Magyarország  | vb-selejtező    | -            |              |
| 12.          | 1934. április 15.    | Bécs, Hohe Warte                | Ausztria      | 5 – 2        | Magyarország  | barátságos      | -            |              |
| 13.          | 1934. április 29.    | Prága                           | Csehszlovákia | 2 – 2        | Magyarország  | Európa-kupa     | -            |              |
| 14.          | 1934. április 29.    | Budapest, Hungária körúti pálya | Magyarország  | 4 – 1        | Bulgária      | vb-selejtező    | -            |              |
| 15.          | 1934. május 10.      | Budapest, Üllői úti pálya       | Magyarország  | 2 – 1        | Anglia        | barátságos      | -            |              |
| 16.          | 1934. május 27.      | Nápoly (ITA)                    | Magyarország  | 4 – 2        | Egyiptom      | vb-nyolcaddöntő | -            |              |
| 17.          | 1934. május 31.      | Bologna (ITA)                   | Ausztria      | 2 – 1        | Magyarország  | vb-negyeddöntő  | -            |              |
|              | Összesen             |                                 |               | -            | mérkőzés      |                 | -            | gól          |